# Incidente dell'Atlantic
Il cosiddetto incidente dell'Atlantic è un evento bellico avvenuto il 10 agosto 1999, nello spazio aereo di confine tra India e Pakistan. Un aereo da pattugliamento marittimo Breguet Br 1150 Atlantic, dell'aviazione di marina pakistana, fu intercettato ed abbattuto, nella regione di Rann di Kutch, da due caccia MiG-21 dell'aeronautica militare indiana per aver sconfinato nello spazio aereo indiano.
L'abbattimento dell'aereo provocò la morte dell'intero equipaggio (16 persone) e un nuovo periodo di tensione tra i due paesi che avevano appena cessato le ultime ostilità (guerra del Kargil, maggio-luglio 1999). L'incidente dell'Atlantic fu l'unico abbattimento di un aereo della marina pakistana nel corso della sua storia, e il più sanguinoso conflitto per la marina di questo paese dalla guerra indo-pakistana del 1971.

## L'incidente
Il velivolo pakistano (codice di chiamata: Atlantic-91; numero di cellula 33) apparteneva al 29º squadrone della Pakistan Navy ed era impiegato essenzialmente in missioni di pattugliamento e ricognizione. Atlantic-91 lasciò la base navale pakistana di Mehran (nella provincia di Sindh) alle 9:15 a.m. ora locale. Successivamente, il velivolo fu rilevato da un radar terrestre della Indian Air Force (IAF), mentre si avvicinava al confine internazionale. In risposta all'avvistamento, la IAF fece decollare due caccia intercettori MiG-21 - in forza al 45º squadrone - dalla base aerea di Naliya, nella regione di Kutch.
Le versioni delle due parti sull'accaduto sono contrastanti. Dopo una serie di manovre evasive compiute dall'Atlantic, che era puntato dai due MiG, fu dato ordine ai caccia indiani di aprire il fuoco. Alle 11:17 a.m. (ora di Nuova Delhi; 10:47 a.m. ora pakistana), quasi due ore dopo il decollo, l'aereo pakistano fu intercettato ed abbattuto da un missile aria-aria a guida infrarossa R-60 che colpì il motore sul lato sinistro. Verso le ore 11:30 (ora locale del Pakistan), dopo aver perso il controllo, l'aereo precipitò al suolo alle coordinate 23°54′N 68°16′E provocando la morte dei 16 passeggeri, 5 dei quali erano ufficiali della marina pakistana.